# Monohelea chirusi
Monohelea chirusi är en tvåvingeart som beskrevs av Lane och Wirth 1964. Monohelea chirusi ingår i släktet Monohelea och familjen svidknott. Inga underarter finns listade i Catalogue of Life.